# Papa John’s Pizza

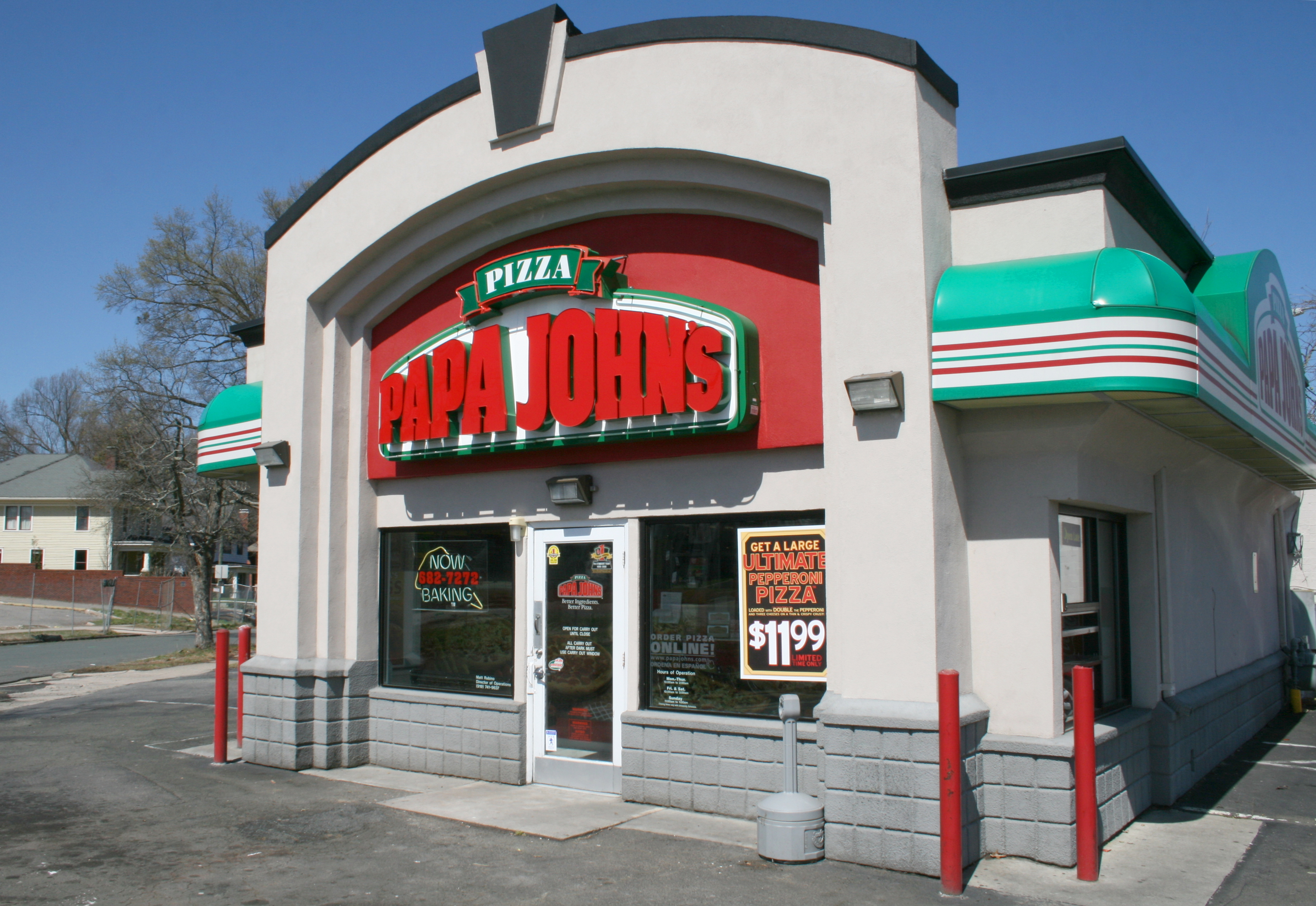
Filiale in North Carolina

Papa John’s Pizza ist eine auf Pizza spezialisierte Franchise-Schnellrestaurantkette, die hauptsächlich Lieferservice anbietet. Seit 2021 ist das Unternehmen in der Stadt Atlanta beheimatet. Es gehört zu den größten Pizzaketten der Vereinigten Staaten. Das Unternehmen betreibt über 5000 Filialen in über 40 Ländern und ist seit 2021 auch in Deutschland vertreten. Das Motto der Kette ist Better Ingredients. Better Pizza. („Bessere Zutaten. Bessere Pizza.“). Zu den Konkurrenten gehören andere Ketten wie Pizza Hut oder Domino’s Pizza.

## Geschichte

Länder mit Filialen (2018)

Das Restaurant Papa John’s wurde 1984 gegründet, als „Papa“ John Schnatter eine Besenkammer im hinteren Teil der Taverne seines Vaters, Mick’s Lounge, in Jeffersonville, Indiana, ausräumte. Er verkaufte dann seinen 1971er Chevrolet Camaro, um gebrauchte Pizzageräte im Wert von 1.600 US-Dollar zu kaufen und begann, Pizzen an die Kunden der Taverne aus der umgebauten Besenkammer heraus zu verkaufen. Seine Pizzen erwiesen sich als so beliebt, dass er ein Jahr später in einen angrenzenden Raum zog. Im selben Jahr erfand Papa John’s Pizza eine Dip-Soße speziell für Pizza, die seither beim Verzehr von Pizza, insbesondere der Kruste, sehr beliebt ist. Das Unternehmen ging 1993 an die Börse, als Tickersymbol wählte man PZZA. Ein Jahr später hatte es 500 Filialen, und bis 1997 hatte es 1.500 Filialen eröffnet.
im Dezember 2016 die drittgrößte Restaurantkette für Take-Out und Pizzalieferung in den USA. Im September 2012 eröffnete das 4.000ste Papa-John’s-Pizza-Restaurant, in New Hyde Park, New York. Das Unternehmen feierte das Ereignis, indem es 4.000 kostenlose Pizzen an Kunden in ganz New York City verschenkte.
Das Unternehmen gab am 21. Dezember 2017 bekannt, dass Gründer John Schnatter am 1. Januar 2018 als CEO von Papa John’s Pizza zurücktreten werde, wobei Schnatter weiterhin Chairman blieb. Am 11. Juli 2018 musste Schnatter auch als Chairman zurücktreten, nachdem bekannt geworden war, dass er das Wort Nigger in einer Telefonkonferenz benutzt hatte.
Im September 2020 gab das Unternehmen bekannt, dass es seinen Hauptsitz von Jeffersontown in Kentucky nach Atlanta verlegt. Im November 2021 kündigte Papa John's an, dass es sein Logo (durch Entfernen des Apostrophs und Vereinfachung des Designs) und seine Filialen umgestalten würde.

## Unternehmen
Papa John’s nimmt in erster Linie Bestellungen zum Mitnehmen und Liefern entgegen, obwohl einige Filialen auch Tische und Stühle zum Essen im Haus haben. Die meisten Restaurants werden von Franchisenehmern betrieben, wobei einige Filialen auch von dem Unternehmen selbst betrieben werden. Im Januar 2002 war Papa John’s die erste nationale Pizzakette, die allen Kunden in den USA Online-Bestellungen zur Verfügung stellte. Das Unternehmen ist auf fünf Kontinenten aktiv.

## Trivia
In der Filmkomödie Das erstaunliche Leben des Walter Mitty mit Schauspieler Ben Stiller von 2013 ist eine Filiale von Papa John's Pizza ein Schauplatz der Handlung.